# المعركة مع التنين

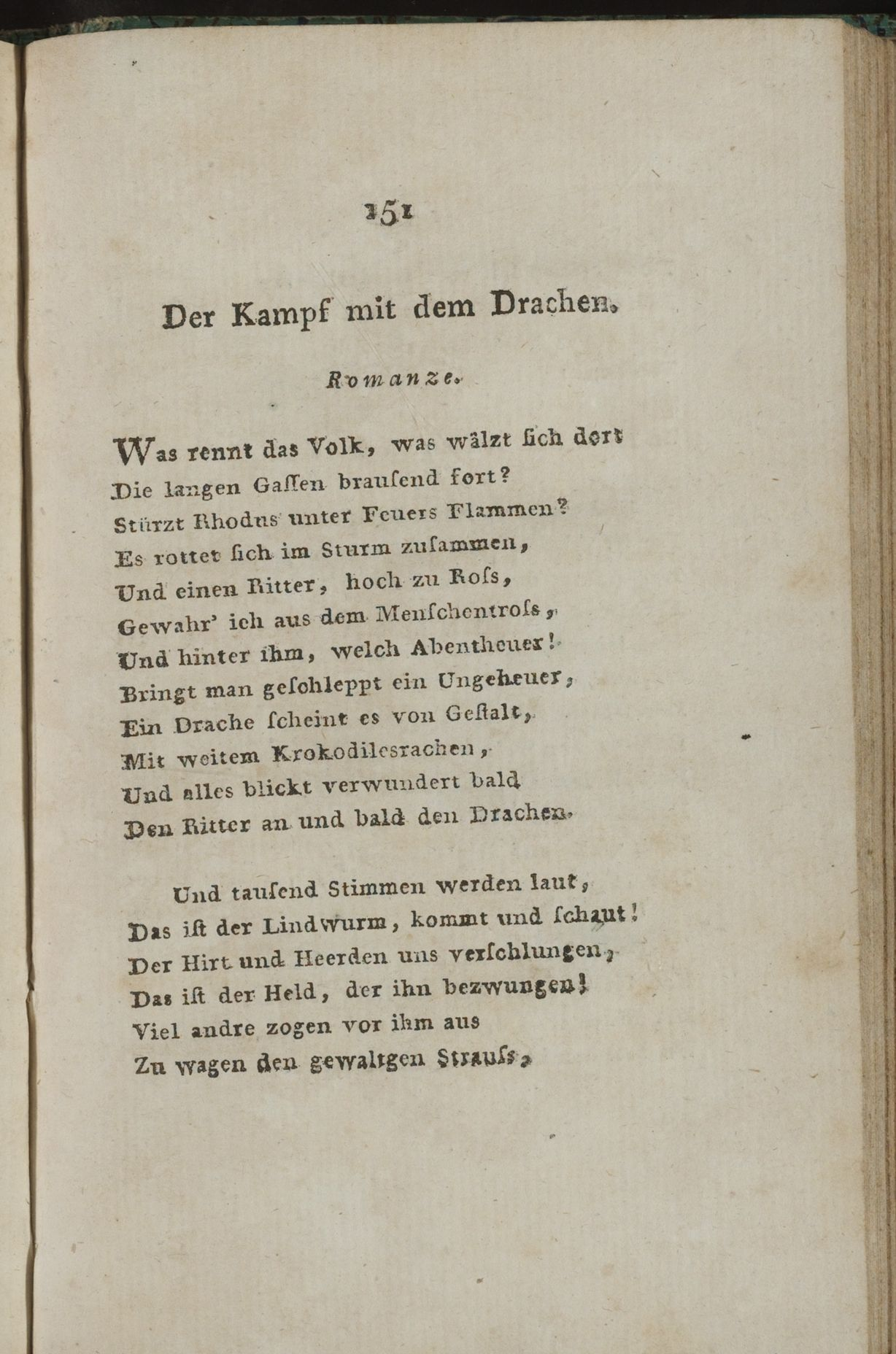
موزن ألمناخ، 1799، الصفحة 151

المعركة مع التنين (بالألمانية: Der Kampf mit dem Drachen) عنوان قصيدة بالاد من تأليف الشاعر الألماني فريدرش شيلر (1759-1805)، كتبها في صيف 1798، ونُشرها للمرة الأولى في العام 1799 في صحيفته «موزن ألمناخ» (Musenalmanach).

## وصلات خارجية
- المعركة مع التنين، على ويكي مصدر الألماني.
- المعركة مع التنين، على كتب جوجل.
- المعركة مع التنين، على أرشيف الإنترنت.
- المعركة مع التنين، على الفهرس العالمي.
- المعركة مع التنين، على موقع أمازون.